# ヨハン・ヴァレンティン・ティシュバイン
ヨハン・ヴァレンティン・ティシュバイン（Johann Valentin Tischbein、1715年12月11日 - 1768年4月24日）は、ドイツの画家である。多くの画家を出したティシュバイン一族の一人である。様々な伯爵家で肖像がを描いた。

## 略歴
ザクセンのピルナ（Pirna）でパン職人の息子に生まれた。弟のヨハン・ハインリヒ・ティシュバイン（1722 - 1789）も画家になった。
1729年にカッセルに移り、壁紙工場で見習いをした後、ダルムシュタットの宮廷画家ヨハン・クリスティアン・フィードラー（Johann Christian Fiedler: 1697-1765）の弟子になった。1733年からはカッセルの宮廷画家ヨハン・ゲオルク・フォン・フレーゼ（Johann Georg von Freese: 1701-1777）のもとで修行を続けた。1736年から1739年までの所在は知られていないが、フランクフルト・アム・マインの画家、フランツ・リッポルト（Franz Lippold: 1688-1768）のもとで働いたのではないかとされている。 1739年からゾルムス＝ラウバッハ伯爵（Solms-Laubach）のもとで働き、1741年に短期間ハーナウに滞在した後、ゾルムス＝ラウバッハ伯爵の宮廷画家となった。
1744年から1747年まで、ホーエンローエ＝キルヒベルク家（Hohenlohe-Kirchberg）の皇太子の子の宮廷の画家になった。そこで最初の結婚をし、1747年から1764年の間はオランダに滞在し、マーストリヒトで軍事総督の肖像画を制作した。マーストリヒトで後に画家になるヨハン・ハインリヒ・アウグスト・ティシュバイン（1750-1812）が生まれた。
1752年にデン・ハーグとアムステルダムを訪れたた。 1764年にドイツに戻り、短期間カッセルの劇場（landgräflicher-hessischer Theater）の画家を務めた。その後、ザクセン＝ヒルトブルクハウゼン公エルンスト・フリードリヒ3世の宮廷画家として働いた。1765年に2度目の結婚をした。
1768 年にテューリンゲンのヒルトブルクハウゼン（Hildburghausen）で亡くなった。

## 作品

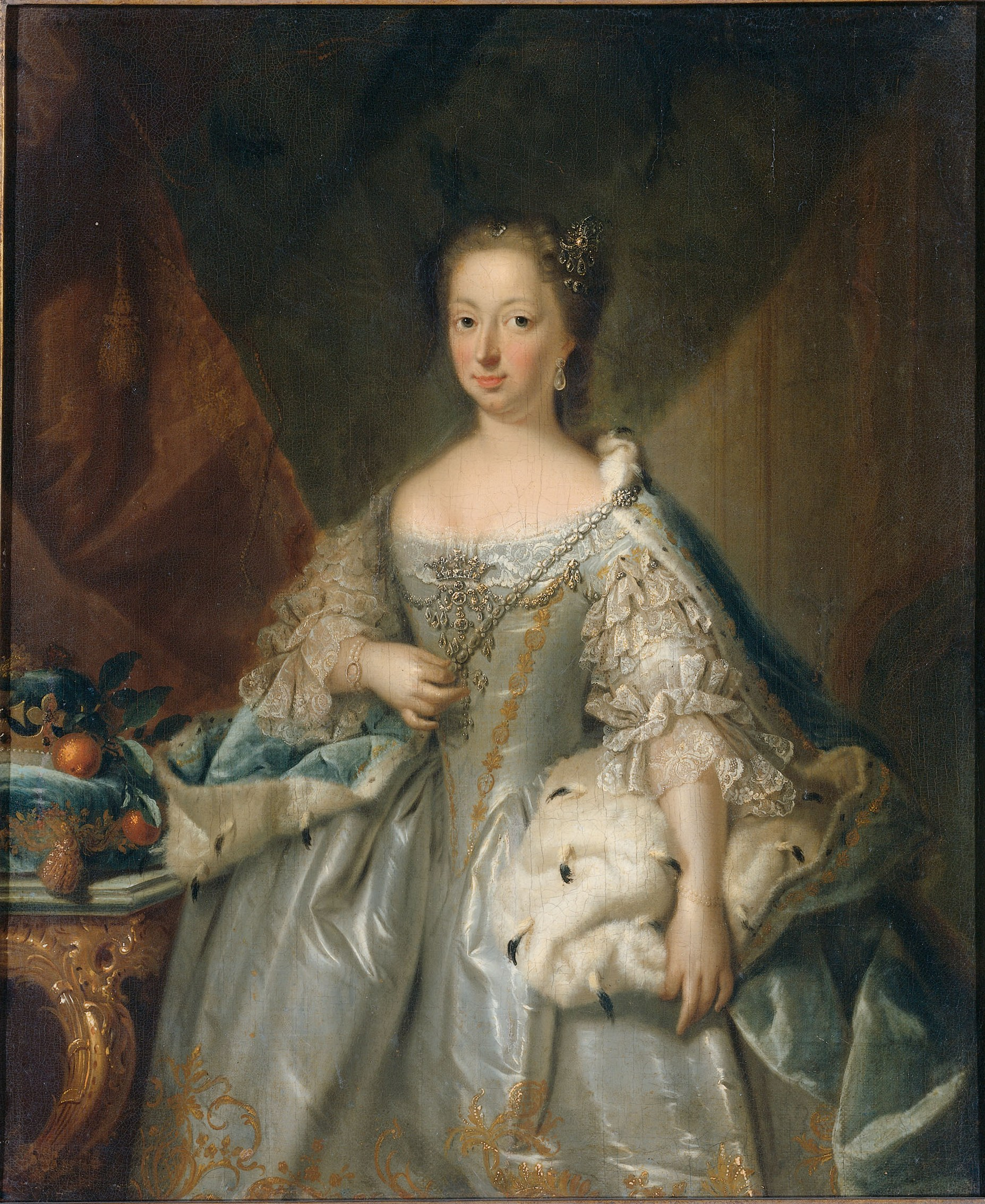
オラニエ公妃アンの肖像画 (1753) アムステルダム国立美術館
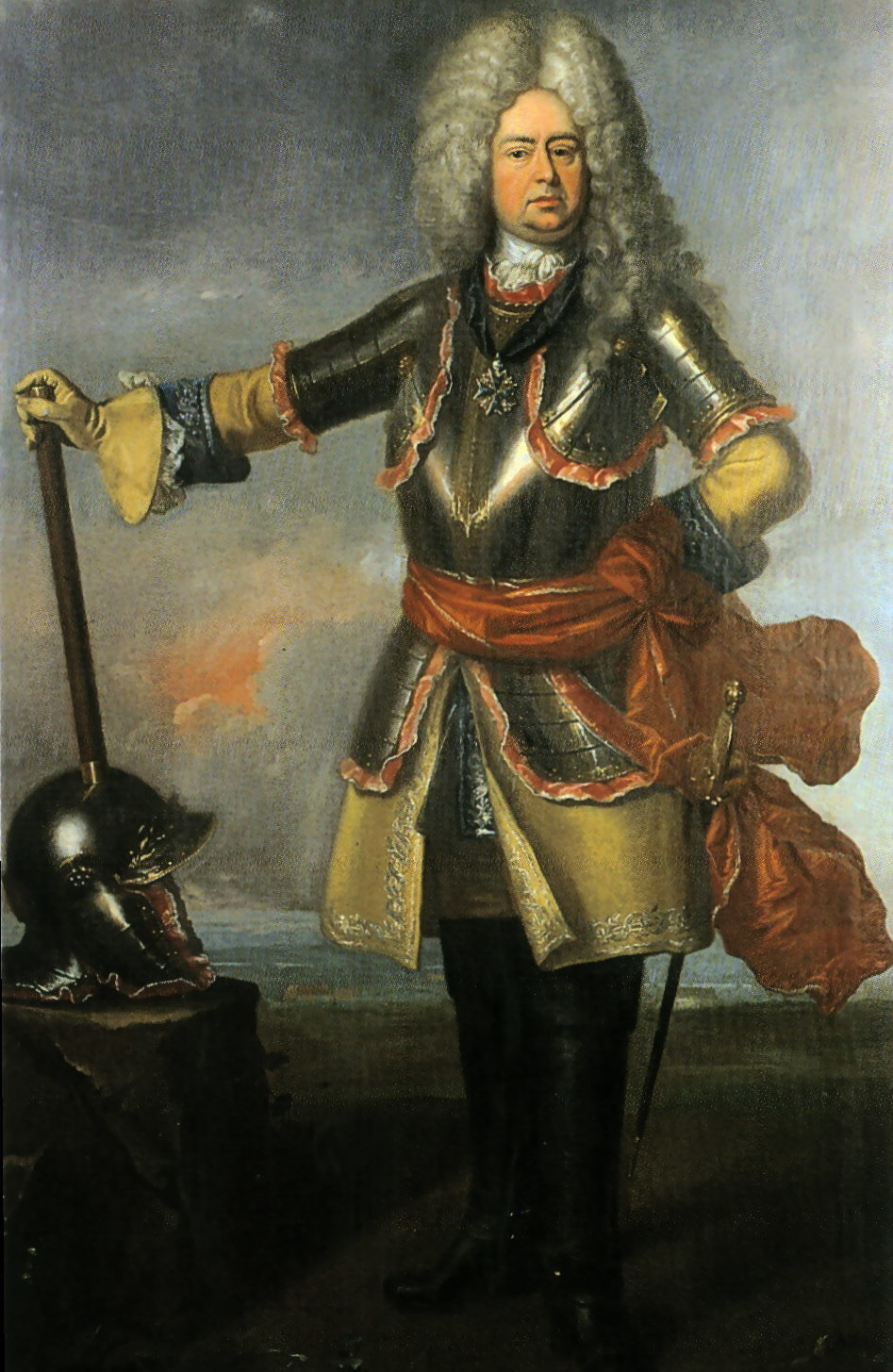
マーストリヒトの軍事総督 (c.1750) Schloss Fasanerie
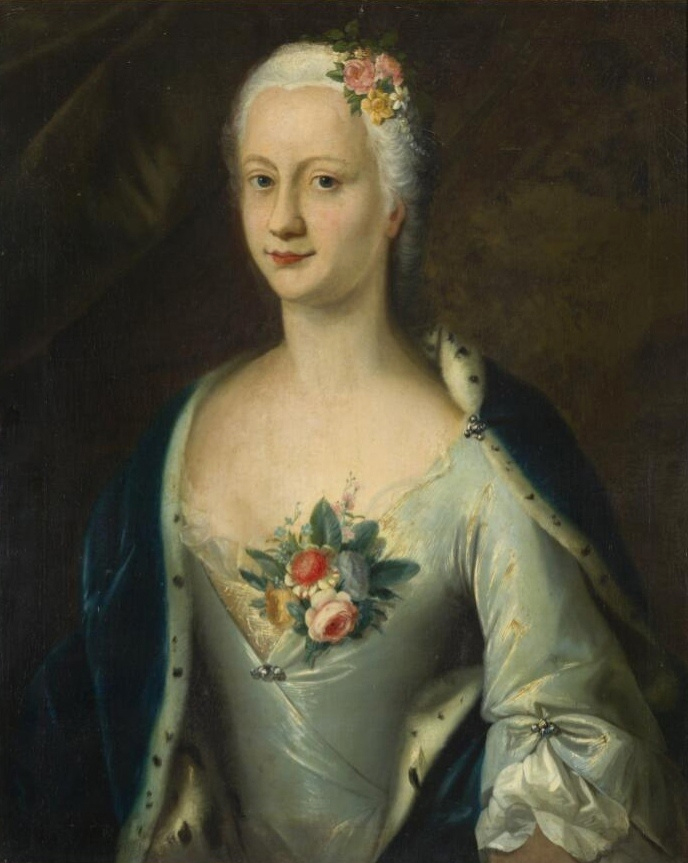
オルデンブルク公妃ウルリケの肖像画 Middachten Castle
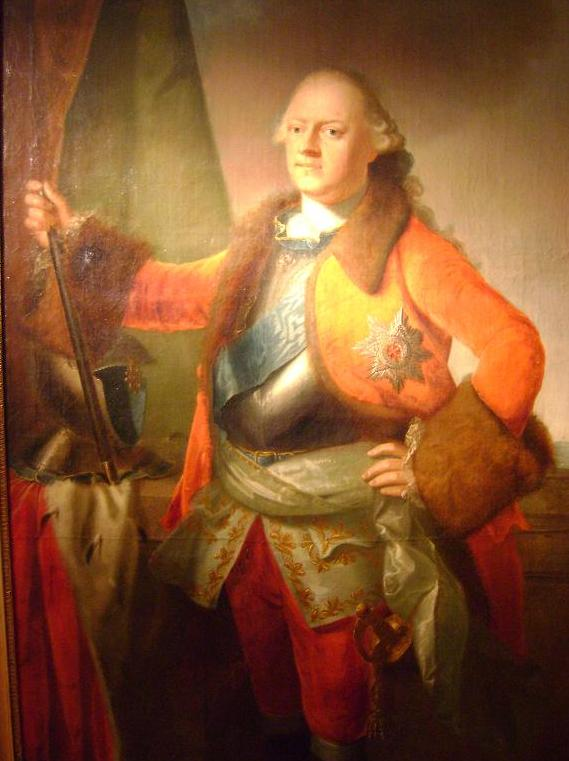
エルンスト・フリードリヒ3世 (ザクセン＝ヒルトブルクハウゼン公) (c.1765)